# Ojima (Gunma)
Pour les articles homonymes, voir Ojima.
Ojima (尾島町, Ojima-machi) est une ville du district de Nitta dans la préfecture de Gunma au Japon.
Le 28 mars 2005, Ojima, ainsi que les villes de Nitta et Yabuzukahon (toutes du district de Nitta), ont été fusionnées dans la ville agrandie d’Ōta.